# Marie-Helene Östlund
Marie-Helene Östlund nata Westin (Sollefteå, 14 maggio 1966) è un'ex fondista svedese, vincitrice di varie medaglie iridate.
È moglie di Erik, a sua volta fondista di alto livello.

## Biografia
In Coppa del Mondo ottenne il primo risultato di rilievo il 15 marzo 1986 a Oslo (6ª), il primo podio il 15 marzo 1987 a Kavgolovo (3ª) e l'unica vittoria il 27 marzo 1988 a Rovaniemi.
In carriera prese parte a tre edizioni dei Giochi olimpici invernali, Calgary 1988 (7ª nella 5 km, 8ª nella 10 km, 10ª nella 20 km, 6ª nella staffetta), Albertville 1992 (9ª nella 5 km, 10ª nella 15 km, 7ª nella 30 km, 6ª nell'inseguimento, 7ª nella staffetta) e Lillehammer 1994 (17ª nella 15 km, 12ª nella 30 km, 6ª nella staffetta), e a cinque dei Campionati mondiali, vincendo quattro medaglie.

## Palmarès

### Mondiali
- 4 medaglie:
  - 1 oro (20 km[1] a Oberstdorf 1987)
  - 1 argento (10 km[1] a Val di Fiemme 1991)
  - 2 bronzi (staffetta[1] a Oberstdorf 1987; staffetta[1] a Thunder Bay 1995)

### Coppa del Mondo
- Miglior piazzamento in classifica generale: 2ª nel 1988
- 8 podi (7 individuali, 1 a squadre[2])[3]:
  - 1 vittoria (individuale)
  - 1 secondo posto (individuale)
  - 6 terzi posti (5 individuali, 1 a squadre)

#### Coppa del Mondo - vittorie
| Data          | Località  | Nazione   | Spec.    |
| ------------- | --------- | --------- | -------- |
| 27 marzo 1988 | Rovaniemi | Finlandia | 10 km TL |

Legenda:
TL = tecnica libera

## Riconoscimenti
- Medaglia d'oro dello Svenska Dagbladet (1987)
- Jerringpriset (1987)